# Papucs

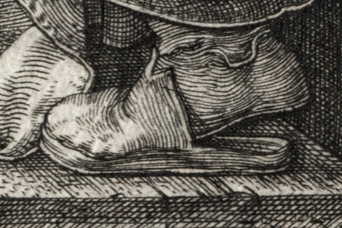
Egy főpap papucsa, Albrecht Dürer, 1512

A papucs a talpat és a lábfejet védő lábbeli. Előfordul, hogy kérge is van.

## A szó eredete
A szó oszmán-török eredetű. A perzsa nyelvből került a török nyelvbe, majd onnan átterjedt más európai nyelvekbe is. A magyar nyelvbe  dél-európai eredetű öltözködési vándorszóként  került át. Első előfordulása 1592-ből való.

## Története
A papucs talpból, fejből és néha kéregből álló, könnyű lábbeli. Talpát és fejét a visszájára fordítva ugyanazzal a fordított-varrással varrták, amely a szintén oszmán-török hatású csizmát is jellemezte. Hozzá hasonlóan egylábas volt a talpa. A török hódoltság korában úri viselet is volt a papucs, vassarokkal és belehúzott bőrkapcával. Egy szegedi népmonda egyik változata szerint bizonyos Hóbiárt (vagy Hobiárt) pasát a menyecskék papucsuk vassarkával verték agyon. A 19. században elterjedt köznapi viselet volt nők és férfiak körében. Nők számára ünnepi viselet is létezett belőle, amelynek a felső része nemcsak bőrből lehetett, hanem bársonyból, szövetből, illetve ebelaszt nevű finom vászonból is.

## A bőrpapucs
A bőrpapucs felső részét a papucsosok ugyanazzal a keleti eredetű fordított-varrással öltötték a talp visszájára, mint ami a keleti elemekből álló csizmákra is jellemző volt. Néha ún. német vargák, sőt csizmadiák is készítettek papucsot. A papucsosok a bőröket a tímároktól vásárolták. Háromszálú, szurkozott kenderfonallal varrtak.
Jellegzetes szerszámaik:
- kőrisfából készült tőke,
- háromlábú suszterszék,
- szabódeszka,
- bicskia (félhold alakú kés a szabáshoz), valamint
- a nehezékként és kalapácsként használt, sárgarézből készült, harang alakú musta.[4]

## A szegedi papucs
A papucsos kisipar Magyarországon a legmagasabb színvonalát a Dél-Alföldön (Szeged és környéke, Bácska) érte el. (Ez a papucsviselés a környék balkáni, illetve oszmán-török kapcsolatairól is tanúskodik.) A szegedi papucs igen díszes ünnepi viselete volt a nőknek. A papucsokat gyakran flitterekkel illetve gyöngyvarrással is ékesítették.
Egykor a szegedi papucsosok posztócipőket is készítettek, amelynek a posztóból készült fejrészét kifordítva öltötték a talp visszájára, akárcsak a papucskészítésnél vagy a régi csizmadiák a csizma varrásánál.

## Átvitt értelemben
A papucs mint a házasságbeli nőuralom jelképe, idegen (pl. német) minták nyomán került a magyar nyelvbe.